# Sobolów
Sobolów ist eine Ortschaft mit einem Schulzenamt der Gemeinde Łapanów im Powiat Bocheński der Woiwodschaft Kleinpolen in Polen.

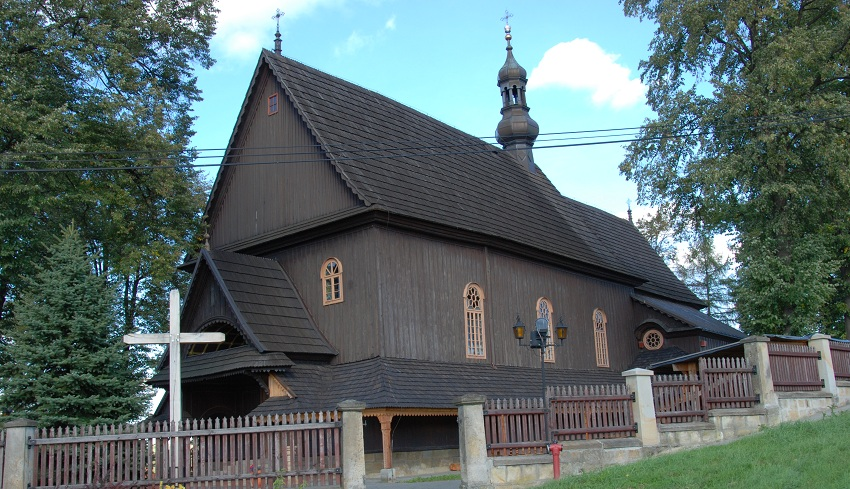
Holzkirche

## Geographie
Der Ort liegt am rechten Ufer der Stradomka im Pogórze Wiśnickie. Die Nachbarorte sind Buczyna im Norden, Nieprześnia, Zawada und Wola Nieszkowska im Osten, Cichawka im Süden, sowie Chrostowa und Kamyk im Westen.

## Geschichte
Der Ort wurde im Jahr 1262 erstmals urkundlich erwähnt. 1325/1326 wurde eine Pfarrei erwähnt. Im 14. Jahrhundert gehörte es der Familie Brun des Wappens Strzemię, die im Jahr 1330 das Dorf aus dem polnischen ins deutsche Recht übertrug. 1404 wurde einmalig eine castrum in Sobolów erwähnt. Die Überreste der Burg befinden sich am Hügel Koci zamek.
Politisch zählte der Ort zunächst zum Königreich Polen (ab 1569 in der Adelsrepublik Polen-Litauen), Woiwodschaft Krakau, Kreis Szczyrzyc.
1569 wurde die örtliche Kirche zum Sitz einer helvetischen Pfarrei. Der Priester Reszka änderte am Ende seines Lebens die Konfession auf arianisch, d. h. der Polnischen Brüder. Im Jahr 1597 war die neugebaute Holzkirche wieder im Besitz der Römisch-Katholiken.
Bei der Ersten Teilung Polens kam Sobolów 1772 zum neuen Königreich Galizien und Lodomerien des habsburgischen Kaiserreichs (ab 1804). Im 19. Jahrhundert gab es im Dorf viele Handwerker, die u. a. Munition für die österreichische Armee herstellten.
1918, nach dem Ende des Ersten Weltkriegs und dem Zusammenbruch der k.u.k. Monarchie, kam Sobolów zu Polen. Unterbrochen wurde dies nur durch die Besetzung Polens durch die Wehrmacht im Zweiten Weltkrieg.
Von 1975 bis 1998 gehörte Sobolów zur Woiwodschaft Tarnów.

## Sehenswürdigkeiten
- Holzkirche aus dem Jahr 1594;

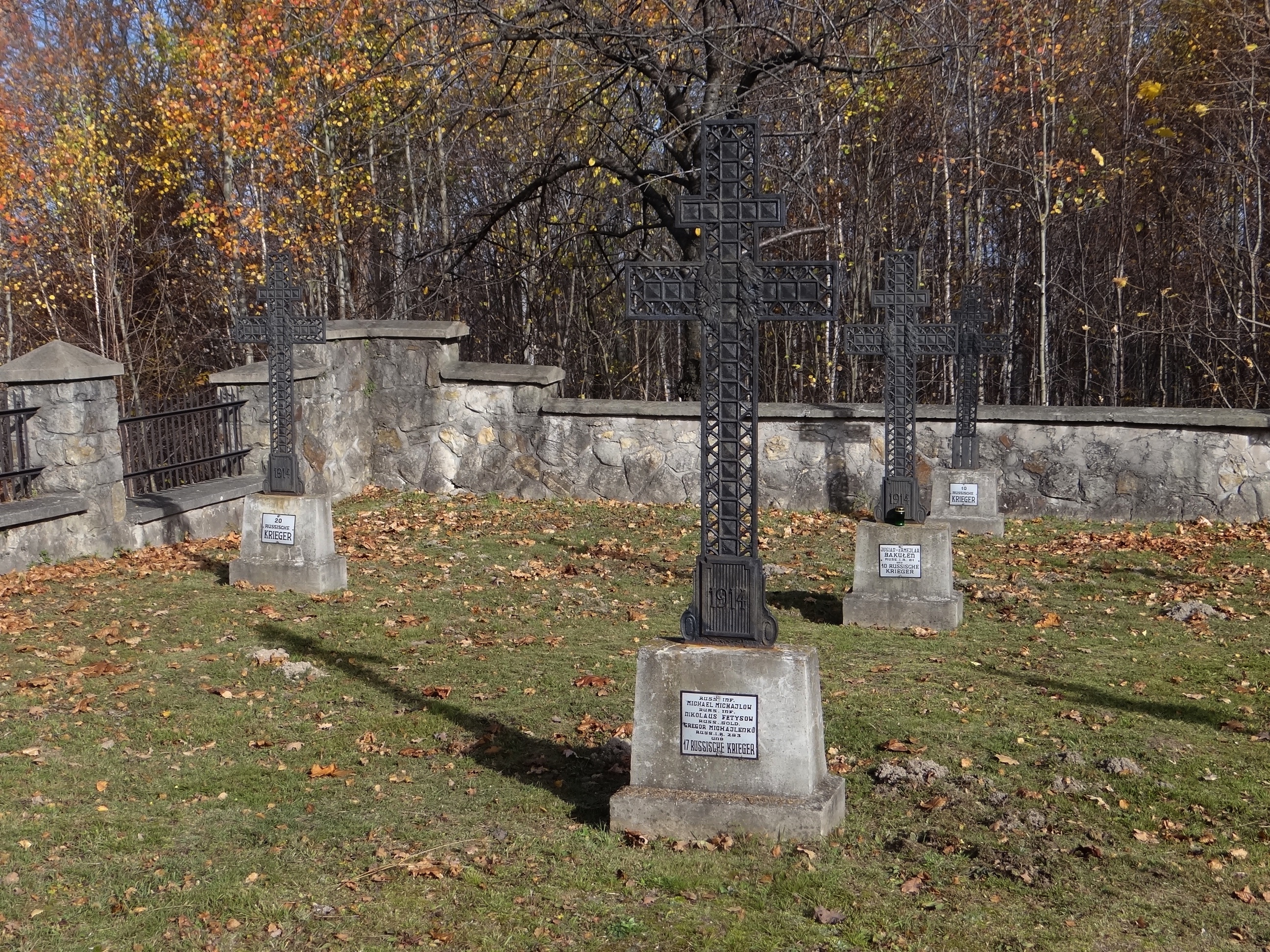
Soldatenfriedhof in Sobolów-Zonia

- Soldatenfriedhöfe #339 und #340 aus dem Ersten Weltkrieg;